# Кукуевка (Курский район)
Кукуевка — деревня в Курском районе Курской области России. Входит в состав Новопоселеновского сельсовета.

## География
Деревня находится в центральной части Курской области, в пределах южной части Среднерусской возвышенности, в лесостепной зоне, при автодороге М2, к югу от города Курска, административного центра района и области. Абсолютная высота — 189 метров над уровнем моря.

### Улицы
В деревне улицы:
Берёзовая, Весёлая, Воронежский квартал, Городская, Дачный 1-й переулок, Дачный 2-й переулок, Дачный 3-й переулок, Дачный 4-й переулок, Дачный 5-й переулок, Дачный 6-й переулок, Дачный 7-й переулок, Дачный 8-й переулок, Дачный 9-й переулок, Дачный 10-й переулок, Дачный 11-й переулок, Дорожная, Заповедная 1-я, Заповедная 2-я, Заповедная 3-я, Заповедный проезд, Заповедный переулок, Искристая, Кольцевой переулок, Кочетовская, Крымская, Курская, Лазурная, Лесной переулок, Летняя, Луговая, Лучистая, Магистральная, Мостовой переулок, Музыкальная, Набережная, Набережный переулок, Народная, Промышленная, Промышленный переулок, Раздольная, Рублевская, Рублевский 1-й переулок, Рублевский 2-й переулок, Рублевский 3-й переулок, Светлая, Севастопольская, Селиховская, Сказочная, Спортивная, Счастливая, Счастливая 2-я, Цветочный 1-й переулок, Цветочный 2-й переулок, Цветочный 3-й переулок, Цветочный 4-й переулок, Цветочный 5-й переулок, Цветочный 6-й переулок, Цветочный 7-й переулок, Цветочный 8-й переулок, Цветочный 9-й переулок, Цветочный 10-й переулок, Центральная, Центральный переулок, Чистая, Широкая, Школьная, Шоссейная и Ягодная.

### Климат
Климат характеризуется как умеренно континентальный, с относительно жарким летом и умеренно холодной зимой. Среднегодовая температура воздуха — 5,5 °С. Средняя температура воздуха самого тёплого месяца (июля) — 18,7 °C (абсолютный максимум — 37 °С); самого холодного (января) — −9,3 °C (абсолютный минимум — −35 °С). Безморозный период длится около 152 дней. Среднегодовое количество атмосферных осадков составляет 587 мм, из которых 375 мм выпадает в период с апреля по октябрь. Снежный покров образуется в первой декаде декабря и держится в среднем 125 дней.

### Часовой пояс
Деревня Кукуевка, как и вся Курская область, находится в часовой зоне МСК (московское время). Смещение применяемого времени относительно UTC составляет +3:00.

## Население
| 2002 | 2010 |
| ---- | ---- |
| 393  | ↘374 |

### Половой состав
По данным Всероссийской переписи населения 2010 года в половой структуре населения мужчины составляли 42,5 %, женщины — соответственно 57,5 %.

### Национальный состав
Согласно результатам переписи 2002 года, в национальной структуре населения русские составляли 97 %.

## Инфраструктура
Личное подсобное хозяйство. В деревне 599 домов.

## Транспорт
Кукуевка находится на автодорогe регионального значения 38К-010 (М2 — Иванино, часть европейского маршрута E 38), на автодорогах межмуниципального значения 38Н-842 (подъезд с маршрута М-2 «Крым» к городу Курск) и 38Н-222 («Крым» — Кукуевка), в 3,5 км от ближайшей ж/д станции Рышково (линия Льгов I — Курск).
В 112 км от аэропорта имени В. Г. Шухова (недалеко от Белгорода).